# Associazione per lo Sbattezzo
L'Associazione per lo Sbattezzo è stata un'associazione nata a Fano (PU) nel 1986 e sciolta nel 2005 che si è impegnata a promuovere lo sbattezzo.

## Storia
L'associazione viene creata con atto costitutivo al quale sono presenti noti esponenti del mondo libertario italiano (a partire dagli scomparsi Marina Padovese, anarchica antimilitarista autrice di Donne contro la guerra, e Guido Tassinari, presidente dell'ASSTER, associazione per la sterilizzazione volontaria maschile e femminile).
L'ispirazione per la nascita dell'associazione viene dalle discussioni e dagli incontri dei meeting anticlericali, svoltisi a Fano dal 1984 al 1998. È in tale contesto che lo studioso di diritto ecclesiastico Gianni Cimbalo propone gli articoli principali dello Statuto.
L'idea dei fondatori è quella di riprendere il gesto compiuto da Aldo Capitini il 27 ottobre 1958, con la sua lettera all'arcivescovo di Perugia nella quale egli rendeva nota la sua volontà di non essere più considerato e contato tra i battezzati cattolici. Il battesimo cattolico, pur non avendo alcun valore legale, poiché la religione cattolica non è religione di Stato, è tuttavia considerato una delle basi di calcolo della Chiesa cattolica per il computo del numero dei cattolici, numero su cui si fonda parte della forza contrattuale dell'istituzione religiosa con gli Stati.
La Dichiarazione di Sbattezzo viene lanciata in quegli anni dall'Associazione come atto in preminenza culturale e politico, rigettando qualsiasi forma di amministrazione rituale ma anzi dando rilievo al gesto di libertà che prende forma sociale e pubblica. La presidenza della Associazione è retta da Francesca Palazzi Arduini dal 1986 sino al 1998. Da allora l'Associazione non ha rinnovato gli incarichi e si è formalmente sciolta il 2 ottobre 2005. L'eredità della Associazione è stata raccolta dalla Unione degli Atei e degli Agnostici Razionalisti che ha dato un nuovo impulso al movimento di abiura grazie alla costituzione in Italia dell'istituto di Garanzia della privacy. Questi ha risposto nel 1999 all'esposto di un socio che chiedeva la notifica di sbattezzo sul registro dei battezzati della parrocchia di origine.
L'attività della Associazione per lo sbattezzo negli anni ottanta e novanta è consistita non solo nella raccolta di adesioni ma nel supporto all'organizzazione dei Meeting Anticlericali di Fano, in conferenze e dibattiti pubblici in tutta Italia, alcune delle quali fecero scalpore e destarono scandalo nella opinione pubblica cattolica (come I guasti psicologici della educazione religiosa del prof. Alberto Pettigiani) tanto da attirare l'interesse del Magistrato Luigi Persico che nel 1986 dichiarò pubblicamente alla stampa di voler indagare sulla Associazione per verificarne la liceità, come venne riportato da L'Espresso. Il Vaticano, inoltre, spedì una nota alla Farnesina chiedendo spiegazioni circa l'attività pubblica svolta dalla Associazione e soprattutto dello svolgimento in strutture pubbliche dei meeting anticlericali, facendo di Fano un centro di dibattito e scambio culturale sui temi della laicità e per un nuovo concetto di anticlericalismo, non più cioè quello ottocentesco ma quello politicamente attuale che prende in considerazione la funzione negativa, dal punto di vista spirituale e sociale, del clero. A questo proposito sono degni di nota i dossier e gli interventi della Associazione sul meccanismo dell'otto per mille, sulla attività finanziaria della Chiesa cattolica (con la mostra Settimo: non rubare).
In migliaia di copie venne distribuito l'adesivo Papa Wojtyla? No, grazie! che, riprendendo il famoso slogan antinuclearista, lo trasponeva in ambito religioso. Nel 1994 la presidente dell'Associazione, congiuntamente ad un altro attivista del circolo culturale N. Papini di Fano (sede nazionale dell'associazione) viene condannata a un anno di detenzione, diminuito ad otto mesi, per vilipendio a capo di Stato estero, o meglio, secondo il dispositivo per aver ripetutamente vilipeso il Sommo Pontefice con espressioni ed immagini gravemente lesive della sua dignità e funzioni; la condanna viene stabilita senza chiedere il nulla osta al ministero, come previsto dalla legge in questo caso, e con la richiesta di assoluzione da parte del pubblico ministero. La condanna verrà successivamente ritirata in corte d'appello nel 1998.

## Rilevanza
L'associazione, con notevole impatto sino alla metà degli anni '90, ha mosso i primi passi verso la nascita di un movimento che si ponesse in forte contrasto nei confronti delle diffuse posizioni filo-cattoliche presenti nella politica italiana.
Come dichiara Chiara Gazzola, portavoce dell'Associazione per lo Sbattezzo nell'ultima fase della sua attività pubblica: Ciò che noi vogliamo combattere è il potere religioso e clericale che crea nella società intolleranza e discriminazione e non la libera scelta di un individuo a credere in un dio, nell'aldilà e ad avere un sentimento religioso o mistico. Non è quello il punto. Essere anticlericali significa combattere un potere, non andare contro un credo individuale: sarebbe in contraddizione con il fatto che diciamo di essere per il libero pensiero.
Sullo sbattezzo in Italia è contenuta una analisi dal profilo sia storico che politico nel saggio "Ateismo e diritto di farne propaganda tra dimensione individuale e collettiva", pubblicato nel 2011 da Gianni Cimbalo, ordinario in Diritto ecclesiastico presso l'Università di Bologna, sui Quaderni di Diritto e Politica ecclesiastica  n.1/2011 (PDF). In esso Cimbalo analizza lo statuto della Associazione ed i passi verso quello che poi sarà il passaggio di testimone tra Associazione per lo Sbattezzo ed UAAR (sentenza Fiordelli, Tribunale civile di Padova, 29 maggio 2000), dando conto del pronunciamento con Decreto generale della Conferenza Episcopale Italiana (1999) su "Disposizioni per la tutela del diritto alla buona fama e alla riservatezza" e del successivo  Decreto del 2006 (archiviato dall'url originale il 31 luglio 2016) emesso dal Vicariato di Roma sulla annotazione nel registro dei cresimati della volontà di non far più parte della Chiesa cattolica.